# Свјебођице
Свјебођице (пољ. Świebodzice) град је у Пољској у Војводству доњошлеском. По подацима из 2012. године број становника у месту је био 23 306.

## Становништво
| 2012.  |
| ------ |
| 23 306 |